# Терновой Сергій Костянтинович
Сергі́й Костянти́нович Терново́й (* 1948) — знавець у галузі променевої діагностики, засновник рентгенівської комп'ютерної томографії в СРСР і Росії.

## Життєпис
Народився 1948 року в Одесі. 1972-го закінчив лікувальний факультет Одеського медичного інституту, де лишився працювати — аспірантом при кафедрі рентгенології і радіології, асистентом, доцентом кафедри.
1978 року запрошений академіком Є. І. Чазовим опанувати і очолити в ЦКЛ IV Головного управління при Міністерстві охорони здоров'я СРСР новий напрям — рентгенівську комп'ютерну томографію всього тіла. Під його керівництвом та за безпосередньої участі методика була впроваджена в клінічну практику.
Керівник відділу томографії Інституту клінічної кардіології ім. О. Л. М'ясникова Національного медичного дослідницького центру кардіології, також завідує кафедрою променевої діагностики та променевої терапії Першого Московського державного медичного університету імені І. М. Сеченова.
1997 року обраний членом-кореспондентом РАМН.
1999-го обраний академіком РАМН.
2013 року став академіком РАН.
Напрями наукових досліджень: ангіографія, ультразвукова діагностика, рентгенологія, телемедицина, комп'ютерна томографія, магнітно-резонансна томографія, розробка нових методів викладання на до- та післядипломному рівні.
Спільно з академіком Юрієм Беленковим уперше в Росії почав створювати магнітно-резонансні томографи й вивчати можливості їх клінічного застосування. 1990 року очолив лабораторію по МРТ в інституті кардіології, згодом перетворену в відділ томографії.
Під його керівництвом захищено 20 кандидатських і 13 докторських дисертацій.
Є автором 407 публікацій, серед них 25 монографій та підручників для медичних ВНЗ.
Член асоціації радіологів України.
Відзнаки:
- Державна премія СРСР (у складі колективу, 1987)
- орден Дружби (РФ, 2008)
- Премія Уряду Російської Федерації (у складі колективу, 2011)
- заслужений діяч науки Російської Федерації (2014)

Серед робіт:
- цикл робіт «Нові методи діагностики та інтенсивної терапії при захворюваннях системи крові» (1978—1985)
- монографія про застосування низьких температур у хірургії та онкології «Низькі температури в медицині» (1988, зі співавторами — Колесников Є. Б., Г. Г. Гассанов, В. С. Земсков та інші)
- цикл робіт «Променева діагностика соціально значущих захворювань» (2011).